# Гамильтон, Ричард (художник)
Ри́чард Уи́льям Га́мильтон (англ. Richard William Hamilton; 24 февраля 1922, Лондон — 13 сентября 2011, Лондон) — английский художник и художник-коллажист, чей коллаж «Так что же делает наши сегодняшние дома такими разными, такими привлекательными?» считается первой работой в стиле поп-арт. Его выставка («Человек, машина и  движение») 1955 года (галерея Хаттон, Ньюкасл-апон-Тайн) и его коллаж 1956 года «Что делает сегодняшние дома такими разными, такими привлекательными?», созданные для выставки «Это — Завтрашний День» Независимой Группы в Лондоне, критики и историки считают его одним из самых ранних произведений поп-арта. Большая ретроспектива его работ проходила в Тейт Модерн до мая 2014 года.

## Биография

### Ранние годы
Родился 24 февраля 1922 года в Лондоне. Обучался в художественной школе Св. Мартина. С 1938 по 1946 год учился в школе Королевской академии. С 1948 по 1950 год учился в художественной школе Слейда.

### 1950-е — 1960-е
Ранние работы Гамильтона были созданы под значительным влиянием работы Д'Арси Вентворта Томпсона 1917 года "О росте и форме".
В 1951 году Гамильтон организовал выставку под названием «Рост и форма» в Институте современного искусства в Лондоне. Это была новаторская форма искусства инсталляции, в которой были представлены научные модели, диаграммы и фотографии, собранные в единое произведение искусства.
В 1952 году на первом собрании Независимой Группы, состоявшемся в ICA (Институт современного искусства), Гамильтон был представлен на семинарной презентации Эдуардо Паолоцци коллажей ранних 1940-х, поздних 1950-х годов, которые сейчас считаются первыми стандартами поп-арта. Кроме того, в 1952 году, он был представлен в записках «Зелёный ящик» Марселя Дюшана через Роланда Пенроуза, с которым Гамильтон встретился в ICA. В ICA Гамильтон был ответственным за проектирование и монтаж целого ряда выставок, в том числе «Чудо и Ужас человеческой головы» Джеймса Джойса, которую курировал Пенроуз. Также через Пенроуза Гамильтон познакомился с Виктором Пасмором, который дал ему должность преподавателя на факультете изящных искусств Даремского университета в Ньюкасл-апон-Тайн, где Гамильтон работал до 1966 года. Среди студентов Гамильтона были Рита Донаг, Марк Ланкастер, Тим Хэд, Брайан Ферри, основатель Roxy Music, и визуальный художник Николас Де Вилль. Влияние Гамильтона отразилось в подходе и визуальном стиле Roxy Music, а самого Ферри Гамильтон называл «своим величайшим творением». Ферри ответил на комплимент в 2010 году, сказав, что Гамильтон — человек, которым он восхищался больше всего, и что «он сильно повлиял на мое видение искусства и мира».
В 1959 году Гамильтон выступил с докладом «Восхитительная Система Цветного Кино, Захватывающий Синемаскоп и Стереофонический Звук», названным фразой из мюзикла 1957 года «Шёлковые Чулки» Коула Портера. В этой лекции, сопровождаемой поп-музыкой и демонстрацией ранних камер Polaroid, Гамильтон разбирал технологии кино, объясняя, как они помогают создавать очарование Голливуда. Позднее, в ранних 1960-х, он развил эту тему, создав серию картин, вдохновлённых кадрами из фильмов и рекламными снимками.
Должность в ICA также предоставляла Гамильтону возможность продолжить дальнейшее исследование работ Дюшана, результатом которого стала публикация в 1960 году типографской версии сборника записей «Зелёный ящик», в который вошли оригинальные заметки Дюшана для проектирования и строительства его знаменитой инсталляции «Новобрачная, раздетая догола её холостяками, даже», чаще всего называемой «Большое стекло». На выставке 1955 года в Ганноверской Галерее, все работы Гамильтона были так или иначе данью уважения Дюшану. В том же году Гамильтон организовал выставку «Man Machine Motion» («Человек, машина и движение») в галерее Хаттон на факультете изящных искусств Королевского колледжа в Дареме (ныне Ньюкаслский университет). Разработанная так, чтобы больше походить на рекламную демонстрацию, чем на обычную художественную выставку, она заложила основы будущей знаменитой работы Гамильтона, представленной на выставке «Это — Завтрашний День» в Лондоне в галерее Уайтчепел в следующем году.
«Так что же делает наши сегодняшние дома такими разными, такими привлекательными?» была создана в 1956 году для выставки «Это — Завтрашний День», в котором она была воспроизведена в чёрно-белом цвете, а также использовалась для плакатов к выставке. Коллаж изображает мускулистого мужчину, провокационно держащего Тутси Поп, и женщину с большой, обнажённой грудью в шляпе-абажуре, окружённых символами изобилия 1950-х годов от пылесоса до большой банки консервированный ветчины. «Так что же делает наши сегодняшние дома такими разными, такими привлекательными?» получила широкое признание в качестве одной из первых работ в стиле поп-арт, кроме того, именно письменное определение Гамильтона того, что такое «поп», заложило основание для всего движения: «Поп-арт это: популярное, преходящее, расходное, недорогое, серийное, молодое, остроумное, сексуальное, бесполезное, гламурное, и Большой Бизнес» (из письма Гамильтона [Смитсон, Элисон и Питер|Элисону и Питеру Смитсонам] от 16 января 1957 года).
Успех выставки «Это — Завтрашний День» обеспечил дальнейшее ассигнование преподавание Гамильтона, в частности, в Королевском колледже искусств с 1957 по 1961, где он был наставником Дэвида Хокни и Питера Блейка. В этот период Гамильтон также принимал активное участие в Кампании за ядерное разоружение, и создавал работы, пародирующие тему отказа тогдашнего лидера Лейбористской партии Хью Гейтскелла от политики одностороннего ядерного разоружения. В начале 1960-х годов он получил грант от Совета Искусств на исследование состояния работы «Merzbau» Курта Швиттерса в Камбрии. Исследование в конечном итоге привело к организации и охране работы Гамильтоном, и переносе её в галерею Хаттон в Ньюкаслский университет.
В 1962 году его первая жена Терри погибла в автокатастрофе, и отчасти чтобы оправиться от этого, он отправился в первый раз в США в 1963 году на ретроспективу произведений Марселя Дюшана в Музее Нортона Саймона, где помимо встреч с другими художниками, он был представлен самому Дюшану. В результате этого Гамильтон стал куратором первой, и на данный момент единственной, ретроспективы работ Дюшана в Великобритании. Его глубокое знакомство с «Зелёным ящиком» позволило ему сделать копии «Большого стакана» и других стеклянных работ, слишком хрупких для транспортации. Выставка была показана в галерее Tate в 1966 году.
В 1968 году Гамильтон появился в фильме Брайана Де Пальма «Приветствия», где он изображает поп-художника, показывающего изображение «Blow Up». Этот фильм был первым в Соединённых Штатах, получившим рейтинг X, и первым фильмом Роберта Де Ниро.
С середины 1960-х годов, Гамильтон был представлен Роберту Фрейзеру, и даже выпустил серию принтов «Подавляющий Лондон», основанную на аресте Фрейзера и Мика Джаггера за хранение наркотиков. Его связь с поп-музыкой 1960-х годов продолжилась, когда Гамильтон познакомился с Полом Маккартни, и изготовил дизайн обложки и постера для альбома Beatles «White Album».

### 1970-е — 2010-е
В 1970-х годах Ричард Гамильтон пользуется международным признанием на ряде крупных выставок. Он нашёл нового спутника в лице художницы Риты Донаг. Вместе они преобразовали Норт Энд, ферму в сельской местности Оксфордшира, в дом и студию. «В 1970-м, очарованный новыми технологиями, Гамильтон перенаправил достижения в области промышленного дизайна в изобразительное искусство, при поддержке Xartcollection из Цюриха, молодой компании, являющейся пионером в производстве многократных цепей для принесения искусства широкой аудитории». Гамильтон реализовал ряд проектов, которые размыли границы между искусством и промышленным дизайном, в том числе картины, включённые в оформление радиоприёмников и компьютера Diab. В 1980-х годах Гамильтон снова исследовал промышленный дизайн и разработал два экстерьера компьютеров: прототип компьютера Огайо (для шведской фирмы Изотрон, 1984) и DIAB DS-101 (для Dataindustrier А. Б., 1986).
С конца 1970-х годов деятельность Гамильтона была сосредоточена главным образом на исследованиях процесса изготовления эстампов, часто необычных и сложных. В 1977—1978 годах Гамильтон провёл ряд совместных работ с художником Дитером Ротом.
В 1981 году Гамильтон, после просмотра телевизионного документального фильма о протесте, организованном заключёнными IRA в тюрьме Лонг-Кеш, неофициально известной как «Мэйз» («Лабиринт»), начал работу над трилогией картин, основанных на конфликтах в Северной Ирландии. «Гражданин» (1981-83 годы), изображает заключённого IRA Бобби Сэндса в виде Иисуса, с длинными развевающимися волосами и бородой. «Субъект» (1988—1989 годы) показывает оранжиста, член отряда, занимавшегося сохранением Профсоюзного движения в Северной Ирландии. «Государство» (1993 год) изображает британского солдата, ведущего одиночный патруль на улице. «Гражданин» был показан в рамках совместной с Донаг выставки «Сотовый Лабиринт» 1983 года.
С конца 1940-х годов Ричард Гамильтон занимался проектом по производству набора иллюстраций к роману «Улисс» Джеймса Джойса. В 2002 году в Британском Музее состоялась выставка этих иллюстраций под названием «Imaging Ulysses». Книга иллюстраций Гамильтона была опубликована вместе с текстом Стивена Коппеля. В книге Гамильтон пояснил, что идея для иллюстраций этого сложного, экспериментального романа пришла ему в голову во время службы в армии в 1947 году. Его первые предварительные наброски были сделаны во время обучения в Slade School of Art и впоследствии уточнялись и дорабатывались в течение 50 лет. Позже иллюстрации к «Улисс» были выставлены в Ирландском музее современного искусства (Дублин) и Музее Бойманса-ван Бёнингена (Роттердаме). Выставка в Британском музее совпала как с 80-летием публикации романа Джойса, так и 80-летием Ричарда Гамильтона. Гамильтон скончался 13 сентября 2011 года. За неделю до его смерти велась работа по подготовке большой выставки ретроспективы его творчества, были запланированы поездки в четыре города Европы и США в 2013—2014 годах.

## Выставки
Первая выставка картин Гамильтона была показана в Галерее Ганновера, Лондон, в 1955 году. В 1993 году Гамильтон представлял Великобританию на Венецианской биеннале и был удостоен Золотого льва. Основные ретроспективные выставки были организованы в галерее Тейт, Лондон, 1970 и 1992 годах, Музее Соломона Гуггенхайма, Нью-Йорк, 1973 году, MACBA, Барселона, Музее Людвига, Кёльн, 2003 году, и Новой национальной галерее, Берлин, 1974 год. Некоторые из групповых выставок, в которых Гамильтон принимал участие: Documenta 4, Кассель, 1968 года; Биеннале искусства в Сан-Паулу, 1989 года; Documenta X, Кассель, 1997 года; Биеннале Гвангжу 2004 года, а также Шанхайская биеннале 2006 года. В 2010 году галерея Серпентайн представили «Современные Моральные Вопросы» Гамильтона, выставку с упором на его политические и протестные работы, которые были показаны ранее в 2008 году на Inverleith House в Королевском ботаническом саду Эдинбурга.

## Награды
- Премия Фонда Уильяма и Нома Копли (1960 год)
- Премия Джона Мура в области «современная живопись» (1960 год)
- Talens Prize International (1970 год)
- Приз Леоне д’Оро за выставку в Британском павильоне на Венецианской Биеннале (1993 год)
- Премия Арнольда Боде на фестивале Documenta X, Кассель, (1997 год)
- Премия Макса Бекмана в области живописи (2006 год)
- Орден Кавалеров Почёта, Швейцария, 2000 год.

## Собрания, в которых находятся работы Гамильтона
- Тейт Модерн, Лондон.
- Музей Соломона Гуггенхайма, Нью-Йорк.
- Музей Людвига, Кёльн.
- Музей искусств Винтертура, Винтертур, Швейцария.

## Галерея

Некоторые работы
«Так что же делает наши сегодняшние дома такими разными, такими привлекательными?», 1956
Обложка «Белого альбома» группы The Beatles, 1968